# Sandsken
Sandsken är en sjö i Herrljunga kommun i Västergötland och ingår i Göta älvs huvudavrinningsområde. Sjön är 12 meter djup, har en yta på 2,1 kvadratkilometer och befinner sig 191 meter över havet. Sjön avvattnas i nordöst av Nolån genom en mosse mot Kvarnedammen och vidare ut i Sämsjön. Runt sjön går den 13 kilometer långa Sandskenleden. Sjön har en iordningställd badplats i sydost i den långgrunda viken Sandske sand.

## Galleri

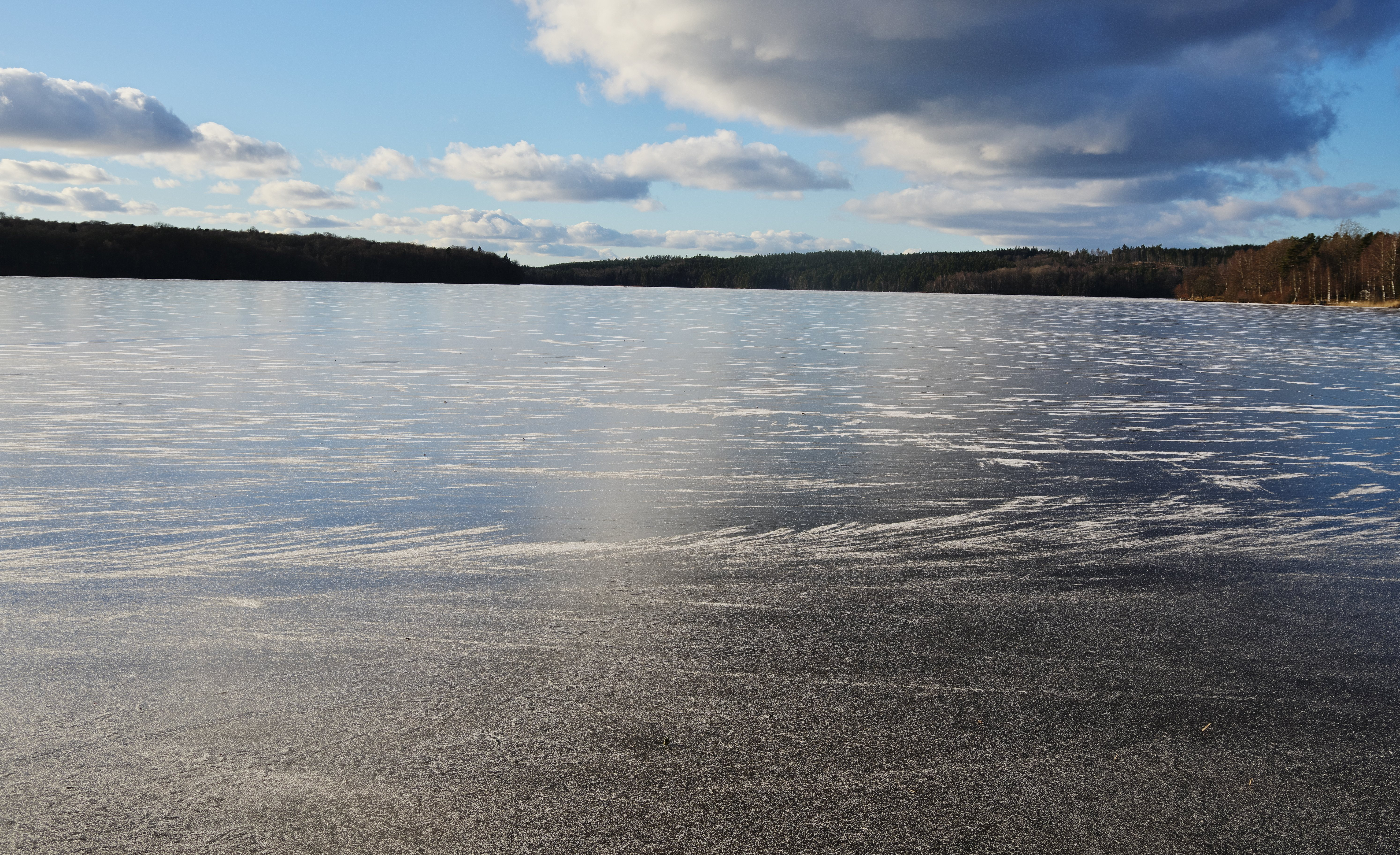
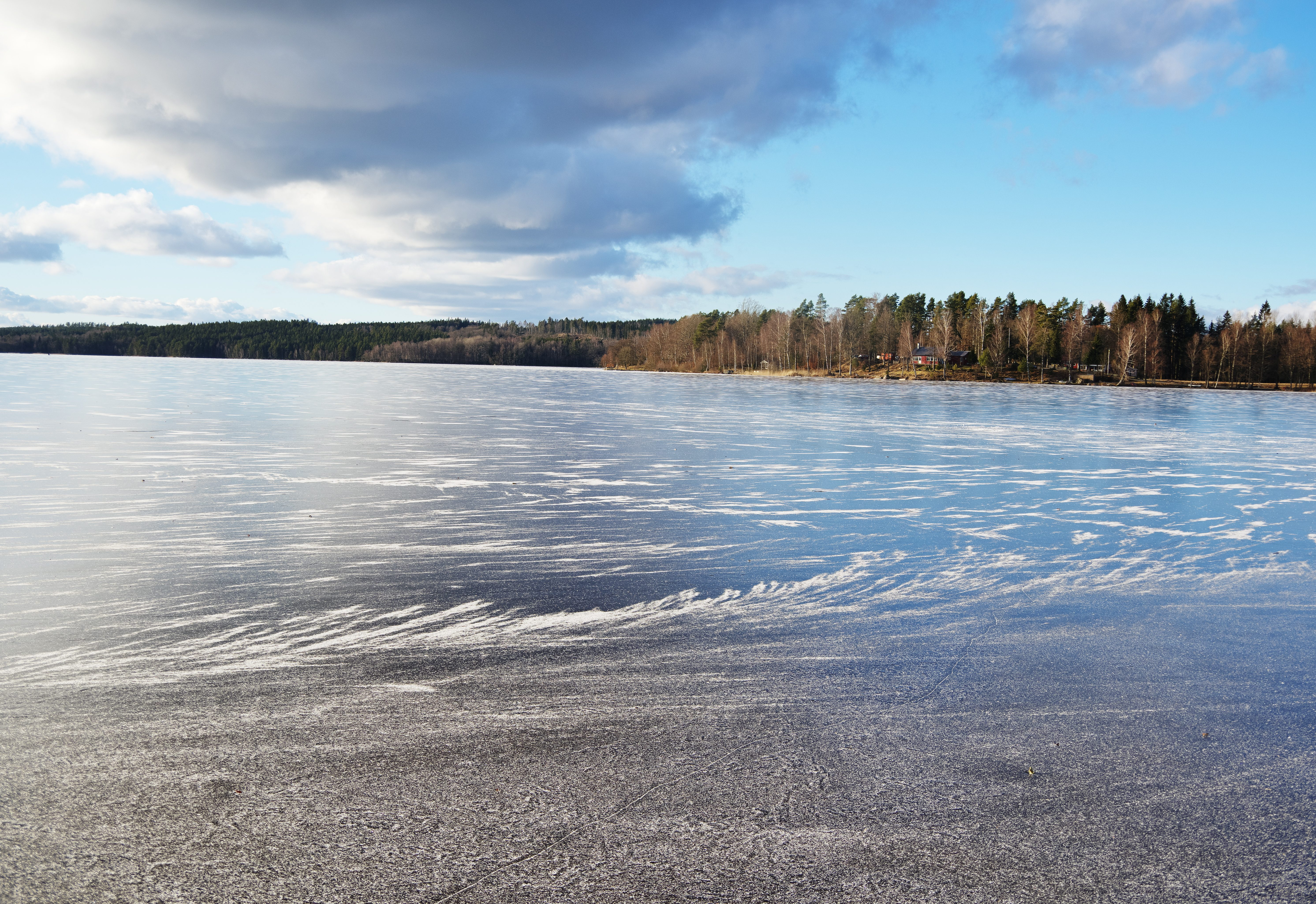
Isen ligger blank på Sandsken.

## Delavrinningsområde
Sandsken ingår i det delavrinningsområde (642704-134302) som SMHI kallar för Utloppet av Sandsken. Medelhöjden är 212 meter över havet och ytan är 12,69 kvadratkilometer. Det finns inga avrinningsområden uppströms utan avrinningsområdet är högsta punkten. Vimleån som avvattnar avrinningsområdet har biflödesordning 3, vilket innebär att vattnet flödar genom totalt 3 vattendrag innan det når havet efter 225 kilometer. Avrinningsområdet består mestadels av skog (57 %) och jordbruk (16 %). Avrinningsområdet har 2,1 kvadratkilometer vattenytor vilket ger det en sjöprocent på 16,5 %.